# Rafael Belaúnde Aubry
Rafael Luis Belaúnde Aubry (Lima, 27 de agosto de 1947) es un geólogo y político peruano. Hijo del expresidente Fernando Belaúnde Terry, fue candidato presidencial durante las elecciones generales del año 2011 por el partido Adelante y ejerció como senador desde 1990 hasta 1992.

## Biografía
Nació en la ciudad de Lima, el 27 de agosto de 1947. Es hijo del expresidente Fernando Belaúnde Terry y de Carola Aubry Bravo.
Estudió la primaria en el Colegio Pestalozzi y la secundaria en el Colegio San Pablo. Es egresado de la Universidad de Arizona en Estados Unidos, donde estudió la carrera de Geología de la que se graduó en 1974.
Laboró como oficial de operaciones, en el Banco Interamericano de Desarrollo de Washington D. C., desde 1966 hasta 1987, gerente de la CIA Minera Incacancha (1979-1983) y apoderado de la CIA Minera Argento SRL desde el 2002.

## Carrera política
Al ser hijo de Fernando Belaúnde Terry, fue militante del partido Acción Popular, donde fue designado como secretario de asuntos electorales del partido en el año 1978.

### Senador de la República
En las elecciones generales de 1990, Belaúnde decide participar por primera vez en la política como candidato al Senado de la República por el Frente Democráitco (coalición donde integraba Acción Popular) liderado por Mario Vargas Llosa. Belaúnde resultó elegido en las elecciones parlamentarias al obtener 65,446 votos, para el periodo parlamentario 1990-1995. Sin embargo, su cargo parlamentario fue disuelto el 5 de abril de 1992 tras el autogolpe de estado decretado por el expresidente Alberto Fujimori. Tras esto, Belaúnde fue opositor al gobierno de Fujimori junto a los parlamentario disueltos.

### Candidato presidencial
Luego de estar alejado por un tiempo del ámbito político, Rafael Belaúnde reapareció en el año 2005 y fue convocado por el presidente Alejandro Toledo para ser candidato presidencial por el partido Perú Posible, ante la renuncia de Jeanette Enmanuel, para las elecciones presidenciales del año 2006. En diciembre del 2005, Belaúnde fue presentado y su plancha presidencial estuvo conformada por el exministro Carlos Bruce y el excongresista Rómulo Mucho Mamani.
Durante la campaña electoral, Belaúnde instó al partido a proponer una nueva imagen y mostró su desacuerdo con las candidaturas de algunos miembros de Perú Posible, entre ellos el excongresista Gerardo Saavedra como postulante al Parlamento Andino. Tras esto, Belaúnde siguió como candidato pese a discrepancias con los miembros de Perú Posible.
Finalmente, el 1 de febrero del 2006, Rafael Belaúnde decide renunciar a su candidatura presidencial tras la negación del partido de excluir a diversos candidatos cuestionados.
En las elecciones generales del 2011, se presentó nuevamente como candidato presidencial por el partido Adelante y su plancha presidencial estuvo conformada el biólogo molecular, Luis de Stefano, y el dirigente minero de Huancavelica, Sixto Vilca. Dentro de sus propuestas, estuvo la de la reducción de trabas burocráticas, reformas al sistema político y el recorte del periodo parlamentario. Una de sus polémicas fue su propuesta de desaparecer el Ministerio del Ambiente. Culminando los procesos electorales, Belaúnde no tuvo éxito en las elecciones tras no pasar la valla electoral del 5%.
En 2014 fue acusado de haber firmado una moción de vacancia presidencial contra el entonces mandatario, Ollanta Humala. Belaúnde terminó aclarando que nunca firmó dicha moción.
Pese a haber pertenecido a Acción Popular, Rafael Belaúnde es crítico desde su alejamiento del partido donde acusa a los militantes de haberse distanciado del pensamiento de su padre.
En octubre del 2021, se reveló del supuesto nombramiento de Belaúnde como embajador del Perú en España en el gobierno del expresidente Pedro Castillo. Sin embargo, dicho nombramiento nunca se publicó.

## Publicaciones
- Amalgama, 2021.